# Lone Fischer
Lone Fischer (ur. 8 września 1988 w Eckernförde) – niemiecka piłkarka ręczna, reprezentantka kraju, grająca na pozycji lewoskrzydłowej. Obecnie występuje w Buxtehuder SV.

## Sukcesy
- Mistrzostwa Niemiec:
  -  2012
  -  2009, 2011